# Giorgio Devoto
Giorgio Devoto (Genova, 14 marzo 1941) è un editore italiano.

## Biografia
Dopo aver aperto una galleria d'arte nel 1971 che ha ospitato negli oltre trent'anni di attività mostre tra gli altri di Morandi, De Pisis, Mirò, Sutherland e i maggiori esponenti della Nuova oggettività tedesca (Dix, Grosz, Radziwill), fonda nel 1976 le Edizioni San Marco dei Giustiniani - che pubblica esclusivamente poesia - nella quale sono apparsi i più importanti poeti non solo italiani del secondo '900 e con i quali ha ottenuto tutti i maggiori premi italiani. È l'unico editore in Italia ad avere creato una collana dedicata alla poesia in lingua araba dove sono apparsi per la prima volta tradotti nella nostra lingua i maggiori poeti di quell'area (Adonis, Darwish, Qabbani, Mikhail, ecc.).
Come operatore culturale si è fatto promotore nel corso degli anni di numerosissime iniziative quali convegni e giornate di studio in collaborazione anche con Regione Liguria, Comune, Provincia e Università di Genova. Tra questi si ricordano per importanza i convegni : 1982, “Genova a Giorgio Caproni”;  1985, “Dino Campana 1885 – 1985”;  1997, “Per Giorgio Caproni”;  1999, “Sotto il segno di Eupalla. Gianni Brera tra letteratura e giornalismo”;  2000, “Giovanni Descalzo”;  2001, “Sestri Levante a Carlo Bo”;  2002 “Alessandro Natta”;  2003, “Camillo Sbarbaro”;  2003, “La poesia del mondo arabo dalle crociate a oggi”;  2012, “Caproni poeta europeo”.
Nel 2000 nasce la Fondazione che con la moglie Liliana ha creato perché non vada disperso il patrimonio culturale che negli anni si è andato accumulando e con la Fondazione oltre che alla pubblicazione di libri e all'organizzazione di occasioni che accrescano le possibilità di un approfondimento della poesia soprattutto del '900 (e a questo proposito vengono realizzate fruttuose e organiche sinergie con il Teatro Stabile di Genova e il Conservatorio Niccolò Paganini) sono allestite alcune mostre bio-bibliografiche tese a illustrare l'attività di grandi poeti quali Camillo Sbarbaro, Giorgio Caproni, Mario Luzi.
Ha pubblicato due raccolte di versi (In quel labirinto di niente – Edizioni di Resine prefaz. Carolus Cergoly e postfazione di Adriano Guerrini, 1981 e Nel cerchio dei giorni Edizioni L'obliquo prefaz. Paolo Zoboli, 2001) e alcuni racconti. Ha scritto La febbre del vivere atto unico su Dino Campana interpretato da Ugo Maria Morosi per la regia di Giorgio Gallione e rappresentato a Genova, Milano, Torino, Parma e a Marradi città natale di Campana. Ha elaborato con Vico Faggi “Morire di non morire”” interpretato da Marzia Ubaldi. Ha scritto un monologo in onore di Tadeus Kantor messo in scena dal Teatro della Tosse di Genova.
Suoi versi sono apparsi in varie antologie: “La poesia in Liguria” – “La letteratura ligure, il ‘900” – “Poesia ligure contemporanea” – “La Liguria dei poeti” – “La poésie ligure d'aujourd'hui” – “Liguria terra di poesia”-
Nel 1996 la Provincia di Genova ha organizzato una mostra biobibliografica per i vent'anni delle Edizioni. Per i trent'anni, nel 2006 l'Università Cattolica di Milano ha organizzato un Convegno dal titolo: “L'editore dei poeti, San Marco dei Giustiniani, 1976 – 2006” con la partecipazione dei maggiori studiosi della letteratura moderna e contemporanea delle Università di Milano, Genova, Palermo, Padova e una mostra bibliografica dedicata alle edizioni.
Nel 2001il Ministero delle Attività e Beni Culturali gli ha conferito il “Premio Nazionale per la Traduzione” consegnato dal Presidente della Repubblica Carlo Azeglio Ciampi.
Tra i vari riconoscimenti si ricordano:
1981 il Premio Regionale ligure.
2004 Laurea Honoris Causa in Lingue e Letterature Straniere dall'Università di Genova.
2006 dal Comune di Genova il Grifo d'oro, la più prestigiosa onorificenza della città.
2007 onorificenza di Commendatore al merito della Repubblica.
2013 nomina ad accademico della classe di lettere dell'Accademia Ligure di Scienze e Lettere.
dal 2007 al 2010 ha ricoperto il ruolo di Assessore alla Cultura  della Provincia di Genova.

## Opere principali
- In quel labirinto di niente, con uno scritto di Carolus Cergoly, Genova, Resine, 1981
- Meno di niente, Genova, S. Marco dei Giustiniani, 1981
- Nel cerchio dei giorni, Brescia, Edizioni L'obliquo, 2001